# Odontocera globicollis
Odontocera globicollis là một loài bọ cánh cứng trong họ Cerambycidae.